# Mariam Faransis
Mariam Mikhaïl Faransis est une professeure syrienne.

## Biographie
De nationalité syrienne, née à Yabroud en 1950, ancienne professeure émérite de stylistique à l’Université libanaise (1993-2017), r.b.c. , membre de l’Association internationale de stylistique (AIS), Mariam Faransis est écrivain et auteure de plusieurs recherches dans le domaine de la linguistique supraphrastique du texte. 
Ses recherches, composées parallèlement en français et en arabe, sont axées sur la construction du texte et sur la délimitation de ses macro-composantes. Elles procèdent foncièrement d’une réorganisation des deux plans d’énonciation d’Émile Benveniste suivant trois plans de référence (spécifique déictique, spécifique non-déictique, générique adéictique), agencés effectivement en double distinction, et de l’articulation de ces plans sur la composition actantielle communicationnelle du texte. 
Ce sont là des éléments linguistiques supraphrastiques de première importance non seulement dans la caractérisation de la forme compositionnelle du texte, de sa configuration, de son agencement, mais aussi, contrairement à ce qui est généralement admis, dans l’établissement de tel ou tel fait de sens et de style ; ce sur quoi l’auteure n’a cessé de mettre l’accent aussi bien dans ses recherches que durant sa longue carrière de professeure de stylistique. Chemin faisant, l’auteur se trouve jeter les bases d’une linguistique supraphrastique du texte, chose bien formulée et synthétisée dans un dernier ouvrage, qui sera prochainement publié sous le titre de Éléments supraphrastiques pour la construction du texte.

## Œuvres littéraires

### Œuvres composées en français[3]
- 1996 : Instrument d’analyse du texte narratif, Jounieh, Liban, Librairie St Paul[4].
- 2005 : De la Construction du texte. Éléments de syntaxe textuelle enonciativo-référencielle, Jounieh, Liban, Librairie St Paul,   (ISBN 9953-0-0486-2).
- 2006 : De la performativité des structures compositionnelles du texte, Liban, USEK, Revue de Lettres et de Traduction, No 12, p. 69-83[5].
- 2012 : De la Rhétorique contrastive transphrastique. Linguistique pour figures transphrastiques, Jounieh, Liban, Librairie St Paul,  (ISBN 978-9953-0-2528-5).
- 2013 : Jeu de plans de référence, alternance de deux axes narratifs et effet de mimétisme dans La Neige en deuil, Voix Plurielles, vol. 10, No 2, Montréal, p. 375-392[6].
- 2018 : Paramètres textuels supraphrastiques et caractérisation de la forme compositionnelle du texte, dans  Stylistiaue et méthode. Quels paliers de pertinence textuelle ? (ouvrage collectif, M. Monte, S. Thonnerieux, Ph. Wahl, dirs.), Lyon, PUL, p. 171-183[7].

### Œuvres composées en arabe
- 1977 : L’enfant dans les romans de Dostoïevski, Damas, al-Maʹrifah, No 181, p. 96-104[8].
- 1980 : L’enfant entre signifiants et signifiés,  Damas, al- Maʹrifah,, No 214-215, p. 192-196[8].
- 1981 : La construction du récit dans «Jeu soliste sur violent» , Damas, al-Maʹrifah, No 216, p. 167-184[8].
- 1998 : De la Construction du texte. Axes de référence de la parole, Damas, Ministère de la Culture, dépôt légal : ع- 1871 / 10 /1998[9].
- 1999 : Lecture dans la rhétorique des Évangiles,  Beyrouth,  ITTIJAH, No 14, p. 188-202.
- 2001 : De la Construction du texte. Composition actantielle et référentielle du texte, Damas, Ministère de la Culture, dépôt légal : ع- 1- 1662 / 9 / 2001[10].
- 2009 Traits caractéristiques du «Traducteur infidèle », Damas,  al-Thawrah, Supplément culturel, No 664, p. 6[11].
- 2013 : «Rue des voleurs» : le Printemps arabe : fondamentalistes terroristes par ci, hérauts de la démocratie par là, Beyrouth- Damas, FIKR, No 181, p. 116-123.